# Turn- und Spielvereinigung Makkabi Berlin
Il Turn- und Spielvereinigung Makkabi Berlin, nota semplicemente come Makkabi Berlino, è una società calcistica tedesca, della città di Berlino. Rifondata nel 1970, si autoproclama la discendente diretta del Bar-Kochba Berlin.

## Storia
Creato nel 1898, il Bar Kochba Berlin era diventato nel 1930 una delle più grosse organizzazioni ebraiche nel mondo, contando oltre 40.000 membri da 24 nazioni, parte del più grande movimento Bar Kochba, che aveva come scopo la promozione dell'educazione fisica nelle comunità ebraiche. La società era attiva in numerosi sport, fra cui appunto il calcio, partecipando ai campionati cittadini fra il 1911 ed il 1929. Dal 1924 Lilli Henoch, pluricampionessa tedesca e detentrice di diversi record mondiali nel lancio del peso, del disco, salto in lungo e staffetta 4x100 fu allenatrice della sezione femminile del club.
Nel 1929 il Bar Kochba si fuse con l'Hakoah Berlin per formare il club Bar Kochba-Hakoah. L'Hakoah aveva ottenuto un notevole successo sportivo, vincendo tre campionati consecutivi nelle serie minori, fra il 1925 ed il 1927. Salendo di categoria ogni volta, nel 1928 erano ormai giunti alla massima serie e il nuovo club nato dall'unione dei due continuò a competere come Hakoah anche dopo il 1929.
L'ascesa al potere del nazismo all'inizio degli anni '30 portò alla discriminazione degli ebraici e nel 1933 i loro gruppi sportivi furono estromessi dalle competizioni generali e relegati a leghe o tornei separati e a loro dedicati. Nel 1938 furono infine banditi e perseguitati.
Dopo la seconda guerra mondiale le associazioni sportive e culturali ebraiche riemersero anche in Germania. Il 26 novembre 1970 nacque il TuS Makkabi Berlin dalla fusione di Bar-Kochba Berlin (ginnastica ed atletica), Hakoah Berlin (calcio, rinato nel 1945) e Makkabi Berlin (boxe). Negli anni '70 ed '80 la squadra di calcio giocò in terza e quarta serie, prima di lasciare nel 1987 per unirsi al FV Wannsee.

Wannsee giocò in terza e quarta serie fino a collassare a metà degli anni '90 e scendere prima alla Landesliga Berlin-2 (VI) e quindi alla Bezirksliga Berlin (VII) alla fine del decennio. Il Makkabi tornò in campo nel 1997 e dal 2003 ha giocato nella Bezirksliga Berlin. Nel 2006 ha guadagnato la promozione nella Verbandsliga Berlin (VI), ma è poi retrocessa nuovamente in Landesliga.